# Velká nad Veličkou
Velká nad Veličkou là một làng thuộc huyện Hodonín, vùng Jihomoravský, Cộng hòa Séc.

## Tham khảo

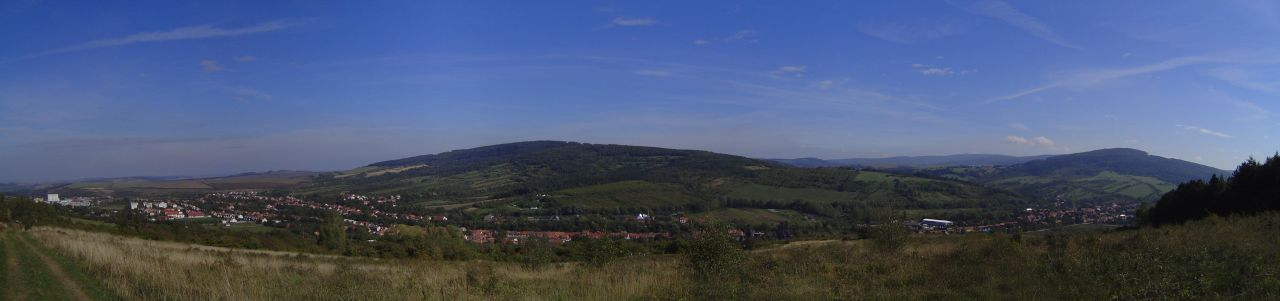
Velká nad Veličkou